# Anelassorhynchus branchiorhynchus
Anelassorhynchus branchiorhynchus är en djurart som tillhör fylumet skedmaskar, och som först beskrevs av Annandale och Kemp 1915.  Anelassorhynchus branchiorhynchus ingår i släktet Anelassorhynchus och familjen Echiuridae. Inga underarter finns listade i Catalogue of Life.